# Arntzenrustene
Arntzenrustene är en kulle i Antarktis. Den ligger i Östantarktis. Norge gör anspråk på området. Toppen på Arntzenrustene är 1 833 meter över havet, eller 4 meter över den omgivande terrängen. Bredden vid basen är 0,42 km.
Terrängen runt Arntzenrustene är varierad. Trakten är obefolkad. Det finns inga samhällen i närheten. 